# Haus Gerzabek
Das Haus Gerzabek (Villa Peter Alexander) war eine Villa im Wiener Gemeindebezirk Döbling (Paul-Ehrlich-Gasse 8). Es wurde 1932 nach Plänen des österreichischen Architekten Hans Adolf Vetter für den Rittmeister Emanuel Gerzabek errichtet.

## Beschreibung
Die dreistöckige Villa war ein auf ein Arkadengeschoß gestellter würfelförmiger Bau mit Zeltdach, ihre Gestaltung eine Hommage an das Haus Hock von Oskar Strnad, dessen letzter Assistent Vetter war.

## Im Besitz von Peter Alexander
In den 1980er Jahren erwarb der Unterhaltungskünstler Peter Alexander das Anwesen. Mehr als drei Jahrzehnte verbrachte die Familie dort mit Unterbrechungen. Nach dem Tod seiner Ehefrau Hilde im März 2003 wurde die Villa Alexanders Lebensmittelpunkt, wo er recht zurückgezogen seinen Lebensabend verbrachte.
Als Alexander im Februar 2011 starb, stand die Villa zunächst einige Jahre leer. Am 16. Oktober 2015 sollte sie im Auftrag des Sohnes Michael Neumayer versteigert werden. Der Versuch misslang, die Villa wurde im Dezember 2015 an einen Geschäftsmann verkauft. Die Villa auf dem 1500 Quadratmeter großen Grundstück wurde vom 18. Juni 2018 an abgerissen. Als die Wiener Bauordnungsnovelle ab Juli 2018 vorsah, dass in solchen Fällen die Erhaltungswürdigkeit zu prüfen sei, war der Abriss bereits vollzogen.